# Evarcha coreana
Evarcha coreana är en spindelart som beskrevs av Seo 1988. Evarcha coreana ingår i släktet Evarcha och familjen hoppspindlar. Inga underarter finns listade i Catalogue of Life.